# Big Order
Big Order (ビッグオーダー?, Biggu Ōdā) è un manga scritto e disegnato da Sakae Esuno, serializzato sul Monthly Shōnen Ace di Kadokawa Shoten dal 26 settembre 2011 al 26 agosto 2016. In Italia i diritti sono stati acquistati da Star Comics, che ha pubblicato i volumi tra il 9 luglio 2015 e il 13 settembre 2017. Un episodio OAV, prodotto da Asread, è stato pubblicato il 3 ottobre 2015, mentre un adattamento anime per la televisione, sempre a cura di Asread, è stato trasmesso in Giappone tra il 15 aprile e il 17 giugno 2016.

## Trama
Eiji Hoshimiya è una delle persone in possesso di un Order, ovvero un superpotere basato su un proprio desiderio espresso. Tuttavia, Eiji è il responsabile di un evento che ha devastato la Terra dieci anni or sono, ragion per cui egli si rifiuta di utilizzare ancora il suo potere per paura di provocare altri disastri. Dopo che una studentessa straniera di nome Rin Kurenai rapisce sua sorella in cerca di vendetta, Eiji sarà costretto però a fare i conti col suo passato.

## Personaggi
Eiji Hoshimiya (星宮 エイジ?, Hoshimiya Eiji)
Doppiato da: Masakazu Morita
Il protagonista della serie. È un Order il cui potere "Blind Dominator" gli consente di controllare fisicamente la zona in cui si trova. In realtà il suo vero potere è "Illegal Driller" e gli ha consentito di rubare il potere ed i ricordi legati ad esso di sua sorella Sena. Il suo desiderio era infatti "prendersi le colpe di Sena."
Rin Kurenai (紅 鈴?, Kurenai Rin)
Doppiata da: Shiori Mikami
Originariamente la sua missione era quella di uccidere Eiji, ma lui la costringerà col suo potere a non fargli del male e col tempo la ragazza inizierà a provare dei sentimenti per lui. Il suo Order di guarigione le consente di curare sé stessa, gli altri e riparare gli oggetti ed è stato originato dal suo desiderio di sopravvivere.
Iyo (壱与?)
Doppiata da: Azusa Tadokoro
Una delle Dieci Mani, è una miko il cui Order "Star Seeker" consente di vedere il futuro.
Sena Hoshimiya (星宮 瀬奈?, Hoshimiya Sena)
Doppiata da: Misaki Kuno
Sorellastra di Eiji e vera responsabile della Grande Distruzione, originata dal desiderio di riavere la famiglia riunita, ma non ricorda ciò a causa dell'Order di Eiji Illegal Driller. Era anche la proprietaria originaria di Blind Dominator. Soffre di una rara forma di leucemia. Gennai voleva usarla come chiave per aprire un portale che avrebbe reso i desideri di chiunque realtà. Viene creduta morta ma alla fine della serie viene vista creare Order al posto di Daisy.
Daisy
Doppiata da: Mari Misaki
Apparentemente una ragazza, è in realtà un programma informatico creato da Gennai il cui scopo primario è far avverare i desideri delle persone creando Order, ma può anche fungere da sistema di comunicazione su lunga distanza.
Gennai Hoshimiya (星宮 源内?, Hoshimiya Gennai)
Doppiato da: Satoshi Tsuruoka
Il padre di Eiji. Lavorava ad un progetto per rendere realtà i desideri. Il suo Order gli consente di prendere il controllo di due persone entro due metri. Le vittime di questo potere rimarranno sotto il suo influsso una volta lasciata l'area.
Ayahito Sundan (寸断 殺人?, Sundan Ayahito)
Doppiato da: Yū Hayashi.
Membro delle Dieci Mani apparentemente psicopatico. Il suo Order gli consente di aprire portali per teletrasportarsi.
Benkei Narukami (鳴神 弁慶?, Narukami Benkei)
Doppiato da: Fumihiko Tachiki
Membro delle Dieci Mani il cuo Order "Battle On", originato dal suo desiderio di essere il più forte, gli consente di polverizzare qualunque cosa tocchi.
Kagekiyo Tairano (平 景清?, Tairano Kagekiyo)
Doppiata da: Hitomi Harada
Ex avversaria di Eiji. Il suo Order le consente di manipolare un golem di pietra.
Yoshitsune Hiiragi (柊 義経?, Hiiragi Yoshitsune)
Doppiato da: Shinnosuke Tachibana
Membro delle Dieci Mani freddo e calcolatore. Il suo Order "From Fact to Fiction" gli consente di negare alcuni eventi accaduti entro certi limiti.
Abraham Louis Fran  (アブラアン・ルイ・フラン?, Aburaan Rui Furan)
Doppiato da: Tarusuke Shingaki
Un colonnello il cui Order gli consente di fermare il tempo, ma ha un limite di tre bersagli.
Mari Kunō (久能 マリ?, Kunō Mari)
Doppiata da: Saori Hayami
Membro delle Dieci Mani. Il suo Order "Curve Ray" è legato alla manipolazione della luce e deriva dal suo desiderio di vederci bene.
Lauryn Wright (ローリン・ライト?, Rōrin Raito)
Doppiato da: Makoto Ishii
Kokudo Sōmoku (草木 国土?, Sōmoku Kokudo)
Doppiato da: Norio Wakamoto

## Media

### Manga
Il manga, scritto e disegnato da Sakae Esuno, è stato serializzato sulla rivista Monthly Shōnen Ace di Kadokawa Shoten dal 26 settembre 2011 al 26 agosto 2016. I vari capitoli sono stati raccolti in dieci volumi tankōbon, editi tra il 21 dicembre 2011 e il 26 settembre 2016. In Italia la serie è stata annunciata da Star Comics al Lucca Comics & Games 2012 e pubblicata tra il 9 luglio 2015 e il 13 settembre 2017, mentre in America del Nord i diritti sono stati acquistati da Yen Press.

#### Volumi
| Nº | Data di prima pubblicazione                                  | Data di prima pubblicazione                                                 | Data di prima pubblicazione | Data di prima pubblicazione |
| Nº | Giapponese                                                   | Giapponese                                                                  | Italiano                    | Italiano                    |
| -- | ------------------------------------------------------------ | --------------------------------------------------------------------------- | --------------------------- | --------------------------- |
| 1  | 21 dicembre 2011                                             | ISBN 978-4-04-120091-9                                                      | 9 luglio 2015               | ISBN 978-88-6920-368-8      |
| 2  | 21 giugno 2012                                               | ISBN 978-4-04-120246-3                                                      | 12 agosto 2015              | ISBN 978-88-6920-429-6      |
| 3  | 21 dicembre 2012                                             | ISBN 978-4-04-120522-8                                                      | 9 settembre 2015            | ISBN 978-88-6920-453-1      |
| 4  | 23 luglio 2013                                               | ISBN 978-4-04-120779-6                                                      | 7 ottobre 2015              | ISBN 978-88-6920-498-2      |
| 5  | 26 febbraio 2014                                             | ISBN 978-4-04-121011-6                                                      | 11 novembre 2015            | ISBN 978-88-6920-556-9      |
| 6  | 26 agosto 2014                                               | ISBN 978-4-04-102016-6                                                      | 13 gennaio 2016             | ISBN 978-88-6920-638-2      |
| 7  | 26 febbraio 2015                                             | ISBN 978-4-04-102785-1                                                      | 9 marzo 2016                | ISBN 978-88-6920-865-2      |
| 8  | 26 ottobre 2015 (ed. regolare) 3 ottobre 2015 (ed. limitata) | ISBN 978-4-04-102871-1 (ed. regolare) ISBN 978-4-04-102872-8 (ed. limitata) | 11 maggio 2016              | ISBN 978-88-6920-912-3      |
| 9  | 26 marzo 2016                                                | ISBN 978-4-04-104098-0                                                      | 10 maggio 2017              | ISBN 978-88-226-0575-7      |
| 10 | 26 settembre 2016                                            | ISBN 978-4-04-104793-4                                                      | 13 settembre 2017           | ISBN 978-88-226-0687-7      |

### Anime
Un episodio OAV di venticinque minuti, prodotto da Asread e diretto da Nobuharu Kamanaka, è stato pubblicato insieme all'edizione limitata dell'ottavo volume del manga il 3 luglio 2015. Una serie televisiva anime, a cura dello stesso staff principale dell'OAV, è andata in onda dal 15 aprile al 17 giugno 2016. Le sigle di apertura e chiusura sono rispettivamente Disorder degli Yōsei Teikoku e Kobore sekai tsuiware (毀レ世カイ終ワレ?) di Aki Hata. In tutto il mondo, ad eccezione dell'Asia, gli episodi sono stati trasmessi in streaming in simulcast, anche coi sottotitoli in lingua italiana, da Crunchyroll.

#### Episodi
| Nº | Titolo italiano Giapponese 「Kanji」 - Rōmaji                                                            | In onda        | In onda |
| Nº | Titolo italiano Giapponese 「Kanji」 - Rōmaji                                                            | Giapponese     |         |
| 1  | Order! Risvegliati, potere malvagio! 「オーダー！目覚めろ、悪の力！」 - Ōdā! Mezamero, aku no chikara!   | 15 aprile 2016 |         |
| 2  | Order! Corri, senza esitare! 「オーダー！走れ、迷うな！」 - Ōdā! Hashire, mayou na!                      | 22 aprile 2016 |         |
| 3  | Order! Strategie in azione! 「オーダー！計略遂行！」 - Ōdā! Keiryaku suikō!                              | 29 aprile 2016 |         |
| 4  | Order! Nel cuore del rancore! 「オーダー！怨嗟の中へ！」 - Ōdā! Ensa no naka e!                          | 6 maggio 2016  |         |
| 5  | Order! Non dimenticare il tuo desiderio! 「オーダー！忘れるな、願い！」 - Ōdā! Wasureruna, negai!        | 13 maggio 2016 |         |
| 6  | Order! Unitevi, anime! 「オーダー！つなげ、魂！」 - Ōdā! Tsunage, tamashii!                              | 20 maggio 2016 |         |
| 7  | Order! Proteggi le tue convinzioni! 「オーダー！守れ、信念！」 - Ōdā! Mamore, shinnen!                   | 27 maggio 2016 |         |
| 8  | Order! Affrettati verso il campo di battaglia! 「オーダー！急げ、戦地へ！」 - Ōdā! Isoge, senchi e!      | 3 giugno 2016  |         |
| 9  | Order! Svela la verità! 「オーダー！暴け、真実！」 - Ōdā! Abake, shinjitsu!                              | 10 giugno 2016 |         |
| 10 | Order! Combatti e credi in te stesso! 「オーダー！戦え、己を信じて！」 - Ōdā! Tatakae, onore o shinjite! | 17 giugno 2016 |         |